# Мансі (Індіана)
Мансі (англ. Muncie) — місто (англ. city) в США, в окрузі Делавер штату Індіана. Населення — 65 194 особи (2020).

## Географія
Мансі розташоване за координатами 40°11′56″ пн. ш. 85°23′36″ зх. д. / 40.19889° пн. ш. 85.39333° зх. д. (40.198978, -85.393346). За даними Бюро перепису населення США в 2010 році місто мало площу 70,94 км², з яких 70,44 км² — суходіл та 0,50 км² — водойми.

### Клімат
| Клімат : Мансі          | Клімат : Мансі | Клімат : Мансі | Клімат : Мансі | Клімат : Мансі | Клімат : Мансі | Клімат : Мансі | Клімат : Мансі | Клімат : Мансі | Клімат : Мансі | Клімат : Мансі | Клімат : Мансі | Клімат : Мансі | Клімат : Мансі |
| Показник                | Січ.           | Лют.           | Бер.           | Квіт.          | Трав.          | Черв.          | Лип.           | Серп.          | Вер.           | Жовт.          | Лист.          | Груд.          | Рік            |
| Абсолютний максимум, °C | 18,3           | 23,3           | 26,7           | 31,1           | 33,9           | 41,1           | 38,3           | 37,2           | 35,6           | 32,2           | 26,1           | 21,7           | 41,1           |
| Середній максимум, °C   | 1,1            | 3,3            | 9,4            | 16,7           | 22,2           | 27,2           | 29,4           | 28,3           | 25,0           | 17,8           | 10,6           | 3,3            | 15,6           |
| Середня температура, °C | −2,8           | −1,1           | 4,4            | 11,1           | 16,7           | 22,2           | 23,9           | 22,8           | 18,9           | 12,2           | 6,1            | −0,6           | 11,1           |
| Середній мінімум, °C    | −7,2           | −5,6           | −1,1           | 5,0            | 11,1           | 16,7           | 17,8           | 16,7           | 12,2           | 6,1            | 1,1            | −4,4           | 5,0            |
| Абсолютний мінімум, °C  | −33,9          | −25            | −22,2          | −12,2          | −3,9           | 2,2            | 4,4            | 3,9            | −2,8           | −7,8           | −16,1          | −29,4          | −33,9          |
| Норма опадів, мм        | 56             | 61             | 81             | 91             | 115            | 110            | 106            | 82             | 76             | 73             | 88             | 77             | 1015           |
| ----------------------- | -------------- | -------------- | -------------- | -------------- | -------------- | -------------- | -------------- | -------------- | -------------- | -------------- | -------------- | -------------- | -------------- |
| Джерело: NOAA           |                |                |                |                |                |                |                |                |                |                |                |                |                |

## Демографія
Згідно з переписом 2010 року, у місті мешкало 70 085 осіб у 27 722 домогосподарствах у складі 13 928 родин. Густота населення становила 988 осіб/км². Було 31958 помешкань (451/км²).
Расовий склад населення:
| - 84,0 % — білих - 10,9 % — чорних або афроамериканців - 1,2 % — азіатів - 0,3 % — корінних американців - 0,1 % — вихідців з тихоокеанських островів |

До двох чи більше рас належало 2,8 %. Частка іспаномовних становила 2,3 % від усіх жителів.
За віковим діапазоном населення розподілялося таким чином: 17,8 % — особи молодші 18 років, 69,2 % — особи у віці 18—64 років, 13,0 % — особи у віці 65 років та старші. Медіана віку мешканця становила 28,1 року. На 100 осіб жіночої статі у місті припадало 90,6 чоловіків; на 100 жінок у віці від 18 років та старших — 88,1 чоловіків також старших 18 років.
Середній дохід на одне домашнє господарство становив 41 009 доларів США (медіана — 31 044), а середній дохід на одну сім'ю — 51 965 доларів (медіана — 42 160). Медіана доходів становила 35 477 доларів для чоловіків та 30 529 доларів для жінок. За межею бідності перебувало 32,2 % осіб, у тому числі 38,3 % дітей у віці до 18 років та 9,4 % осіб у віці 65 років та старших.
Цивільне працевлаштоване населення становило 29 967 осіб. Основні галузі зайнятості: освіта, охорона здоров'я та соціальна допомога — 32,7 %, мистецтво, розваги та відпочинок — 15,7 %, роздрібна торгівля — 13,3 %.